# BAT F.K.24 Baboon

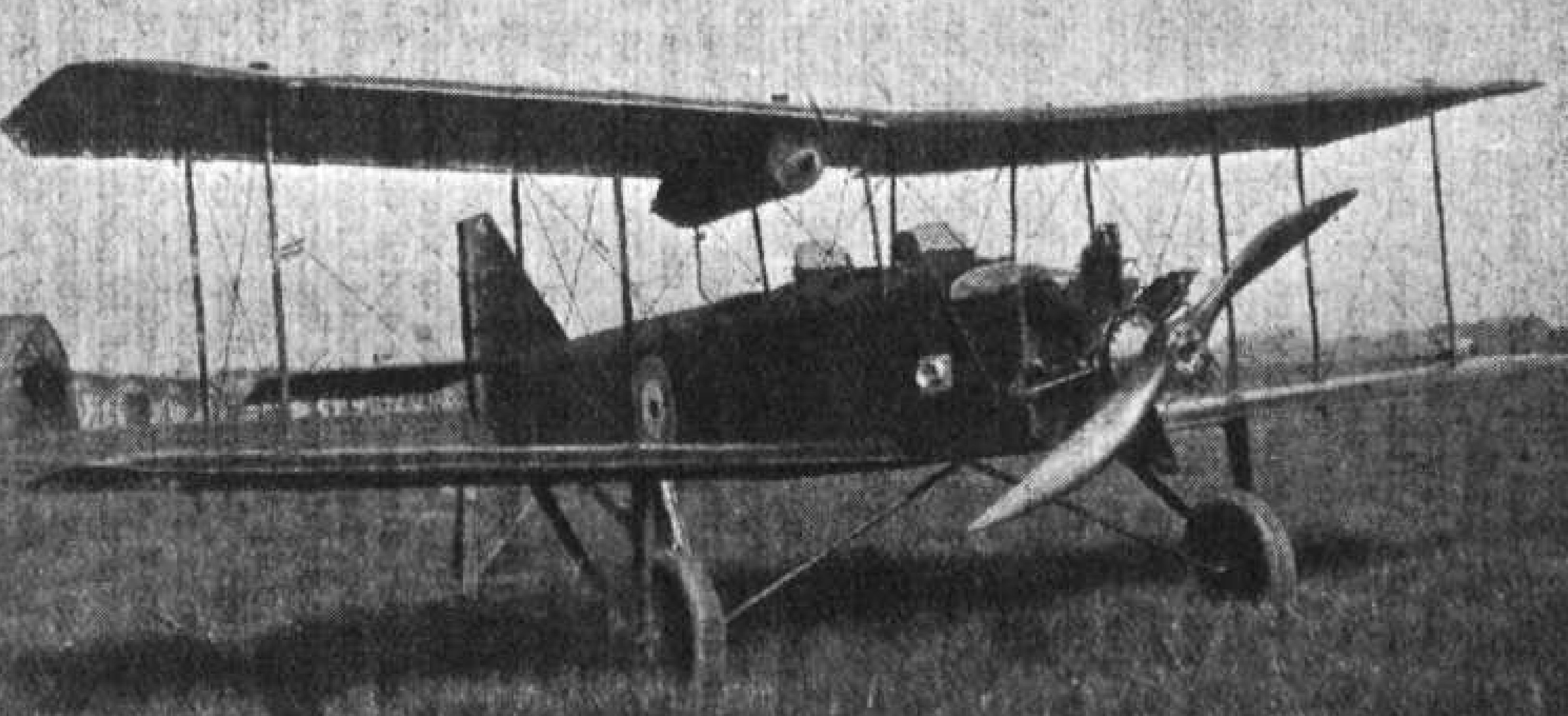
BAT F.K.24 Baboon

De BAT F.K.24 Baboon was een Brits tweepersoons lesvliegtuig dat werd geproduceerd door de British Aerial Transport Company (BAT) in de nadagen van de Eerste Wereldoorlog. De dubbeldekker was een ontwerp van de Nederlandse vliegtuigontwerper Frits Koolhoven samen met Robert Noorduyn. De eerste vlucht vond plaats in 1918. De typeaanduiding Baboon verwijst naar een baviaan.
Gebruikmakend van hun ervaring met de Bantam ontwierp Frits Koolhoven, geassisteerd door Robert Noorduyn, een basis trainingstoestel: de F.K.24 Baboon dubbeldekker. Het vliegtuig had een romp met vlakke zijkanten, voortgedreven door een onbeschermde ABC Wasp stermotor van 170 pk.
Na de Eerste Wereldoorlog ontstond er een groot aanbod van surplus legervliegtuigen, waaronder de vergelijkbare Britse Avro 504 trainer. Hierdoor waren de marktomstandigheden voor de F.K.24 slecht. Van de geplande zes exemplaren is er slechts één gebouwd.
De F.K.24 deed in 1919 mee aan de Hendon Trophy Race over een parcours van 32 kilometer, met als piloot Christopher Draper. De enige gebouwde ‘Baboon’ werd in 1920 gesloopt.

## Specificaties
- Type: F.K.24 Baboon
- Fabriek: British Aerial Transport Company (BAT)
- Ontwerper: Frits Koolhoven en Robert Noorduyn
- Rol: Lestoestel voor de elementaire vliegopleiding
- Bemanning: 2
- Lengte: 6,91 m
- Spanwijdte: 7,6 m
- Hoogte: 2,69 m
- Vleugel oppervlak: 24,1 m²
- Leeggewicht: 431 kg
- Maximum gewicht: 612 kg
- Brandstofcapaciteit: 55 l
- Motor: ABC Wasp I zevencilinder stermotor, 170 pk
- Propeller: Tweeblads
- Eerste vlucht: 1918
- Aantal gebouwd: 1

Prestaties:
- Maximumsnelheid: 140 km/h
- Klimsnelheid: 4,2 m/s
- Landingssnelheid: 64 km/h
- Maximum vliegduur: 2 uur